# Greg Gagne
Greg Gagne (Robbinsdale (Minnesota), 27 juli 1947) is een Amerikaans voormalig professioneel worstelaar en is de zoon van de legendarische Verne Gagne.

## Kampioenschappen en prestaties
- American Wrestling Association
  - AWA International Television Championship (2 keer)
  - AWA World Tag Team Championship (2 keer met Jim Brunzell)
- Pro Wrestling Illustrated
  - PWI Tag Team of the Year (1982) met Jim Brunzell